# Conférence de Belém de 2025 sur les changements climatiques

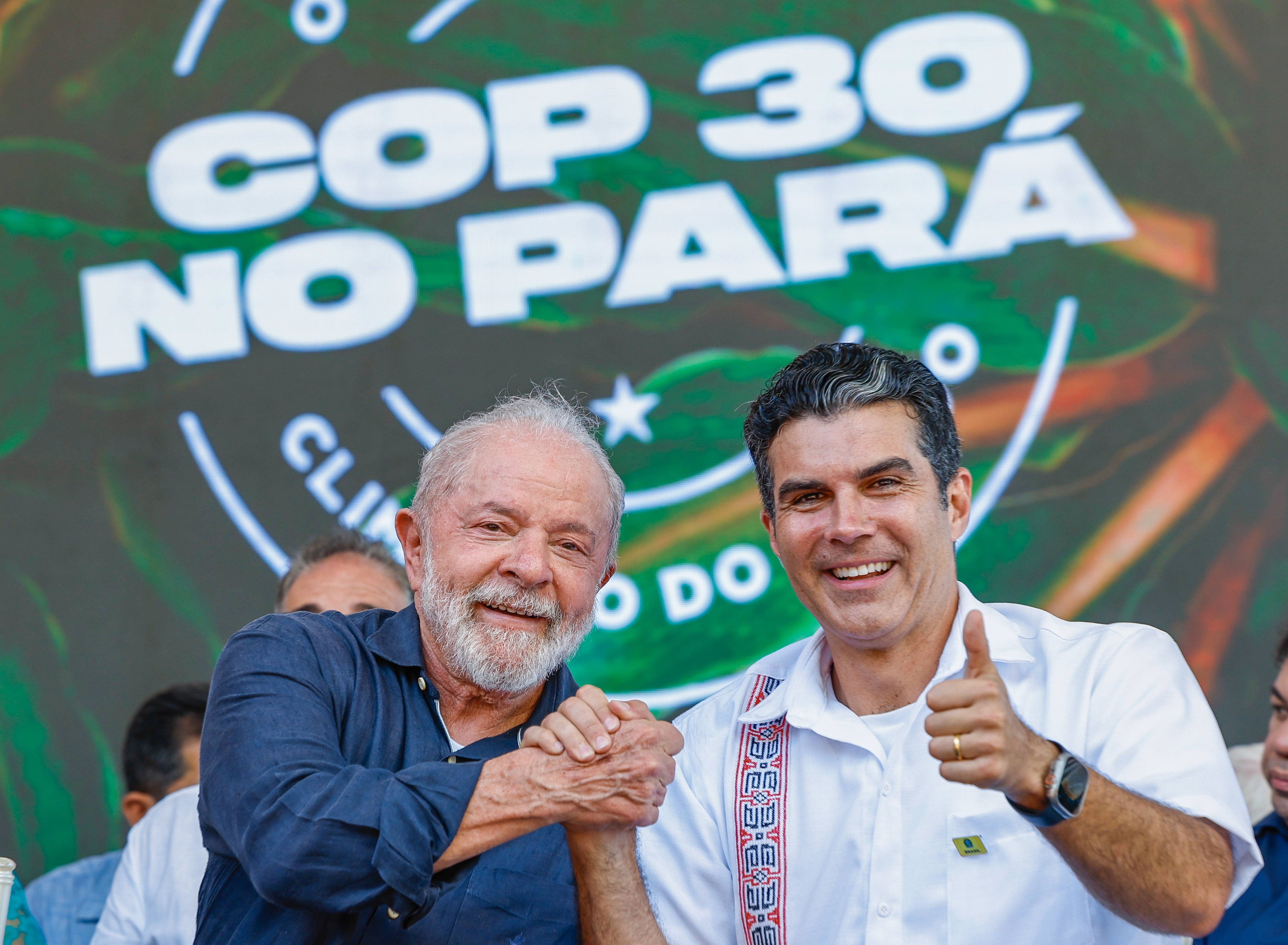
Le président Lula pendant la cérémonie d'annonciation de la COP 30

La conférence de Belém de 2025 sur les changements climatiques, ou COP 30, est une conférence internationale organisée par l'Organisation des Nations unies qui se déroulera du 10 au 21 novembre 2025 à Belém, dans le nord du Brésil, capitale de l'État du Pará au sein de l'Amazonie. Elle sera la 30e conférence des parties (d'où son acronyme) et réunira les pays signataires de la convention-cadre des Nations unies sur les changements climatiques (CCNUCC).

## Organisation

### Date et lieu
L'organisation d'une COP est tournante selon les blocs géographiques des Nations unies. Après l'Asie-Pacifique et les Émirats arabes unis en 2023 à Dubaï, puis la région d'Europe de l'Est en novembre 2024 à Bakou, il revient à désigner un pays du bloc « États d'Amérique latine et des Caraïbes » pour la Cop 30 de 2025. C’est le Brésil qui est retenu en mai 2023.
En 2023, le président brésilien, Luiz Inacio Lula da Silva, s'est engagé à réduire à néant d'ici à 2030 la déforestation dans son pays, qu'il a positionné en tant que champion en matière de protection des forêts, tout en faisant avancer son projet d'adhésion à l'OPEP+. Il a déclaré au cours de la COP 28 qu’il demanderait aux producteurs de pétrole de se préparer à « réduire » la place des énergies fossiles.
Le 7 août 2025, le président autrichien a annoncé à l'AFP renoncer à y participer, estimant la note d'hébergement trop élevée alors que son pays a mis en place un cadre budgétaire contraint.